# The National Memorial for Peace and Justice

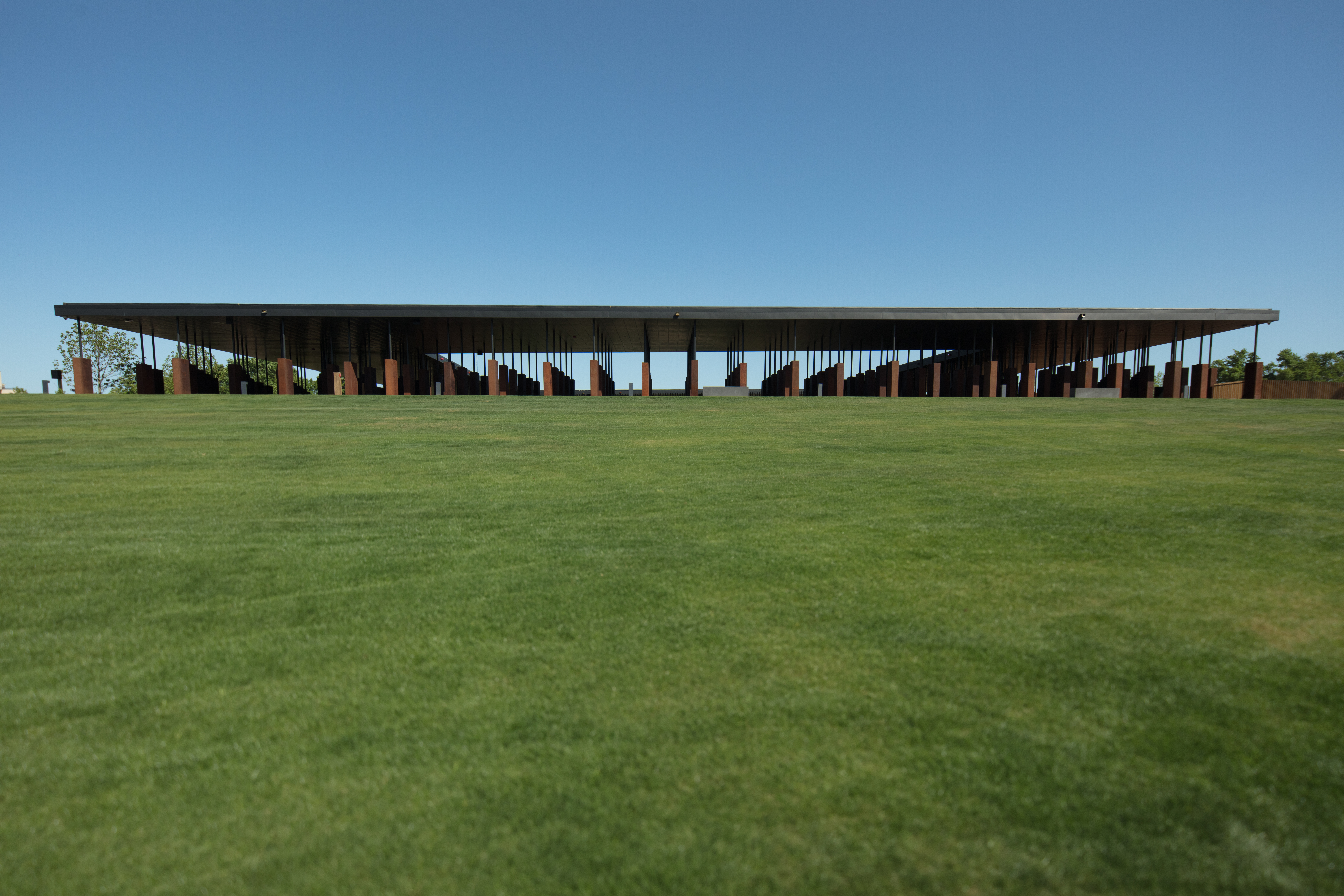
Außenansicht der Gedenkstätte

The National Memorial for Peace and Justice, informell auch als National Lynching Memorial bezeichnet, ist eine nationale Gedenkstätte zur Erinnerung an die Opfer der rassistischen Lynchjustiz in den Vereinigten Staaten. Das Memorial befindet sich in Montgomery (Alabama). Errichtet wurde es im Jahr 2018 auf Initiative von Bryan Stevenson, dem Gründer der Equal Justice Initiative (EJI), einer Non-Profit-Organisation aus Montgomery.

## Beschreibung

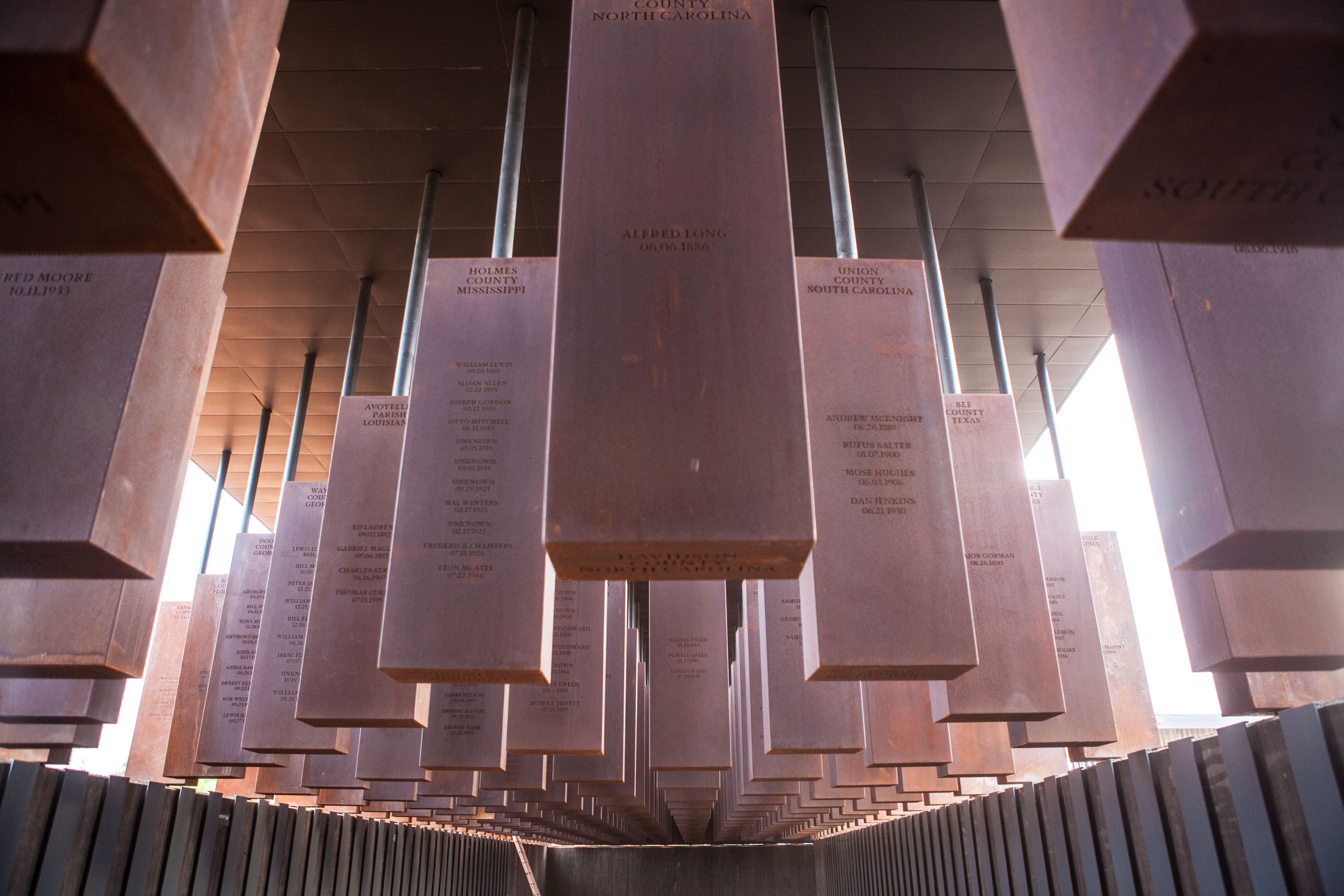
Stahlquader mit den eingravierten Namen von Opfern

Die Gedenkstätte besteht aus 805 in einer Säulenhalle an Trägern hängenden Stahlquadern. Jeder Quader repräsentiert eines der Counties, in denen Lynchmorde stattfanden. Auf den Quadern stehen die Namen der Opfer dieses Counties. Für die Zeit von 1877 bis 1950 wurden durch EJI mehr als 4400 Lynchmorde dokumentiert. EJI geht von Tausenden weiteren undokumentierten Morden aus. Die Morde erfolgten vorwiegend in 12 Südstaaten. Das Monument ist, nebst lokalen Gedenkstätten wie dem Duluth Memorial, die erste nationale Gedenkstätte, die an die Opfer der Lynchjustiz erinnert.
Die Gedenkstätte wurde von der MASS Design Group aus Boston gestaltet, und auf einem von EJI gekauften Gelände errichtet.
Außerhalb der Struktur befinden sich weitere 805 identische Stahlquader. Geplant ist, diese Stahlquader in den betreffenden Counties als Gedenkstätten aufzustellen.
In der Nähe des Monuments befindet sich das ebenfalls vom EJI erbaute Museum „From Enslavement to Mass Incarceration“. Es wurde an dem Platz erbaut, an dem einst versklavte Afro-Amerikaner verkauft worden waren und dokumentiert die Geschichte von Sklaverei, Ausbeutung und Masseneinkerkerung von Afro-Amerikanern.